# رافاييل ماركيز ماريانو
رافاييل ماركيز ماريانو (بالبرتغالية: Rafael Marques Mariano‏) (27 مايو 1983 في اراراكوارا في البرازيل – )؛ هو لاعب كرة قدم سابق كان يلعب كمهاجم.

## وصلات خارجية
- رافاييل ماركيز ماريانو على موقع رابطة كرة القدم اليابانية للمحترفين (اليابانية)
- رافاييل ماركيز ماريانو على موقع قاعدة بيانات كرة القدم.إي يو (الإنجليزية)
- رافاييل ماركيز ماريانو على موقع Soccerway.com (الإنجليزية)
- رافاييل ماركيز ماريانو على موقع عالم كرة القدم.نت (الإنجليزية)